# Lázně Letiny
Lázně Letiny (deutsch Bad Lettin) ist eine Ortslage der Gemeinde Letiny in Tschechien. Sie liegt zehn Kilometer südwestlich von Blovice und gehört zum Okres Plzeň-jih. Der Ort war ein bekannter böhmischer Kurort.

## Geographie
Der Ort befindet sich in 474 m ü. M. am Fuße des Hügels Rampich rechts des Podhrázský potok. Lázně Letiny liegt einen Kilometer südlich von Letiny an der Staatsstraße 117 von Blovice nach Klatovy. 
Nachbarorte sind Letiny und Kbelnice im Norden, Částkov, Svárkov und Buč im Südosten, Březí im Süden, Skašov im Südwesten sowie Týniště und Újezd im Westen.

## Geschichte
Die Gründung des Ortes geht auf den Grundherrn von Letiny, Rudolf Pikhart von Grüntal zurück, der sich im Jahre 1700 unterhalb des Rampichhügels ein Schlösschen errichten ließ.
Nach dem Auffinden der eisenhaltigen Guntherquelle wurde das Jagdschloss 1766 zum Badehaus umgebaut. Zur Behandlung von Erkrankungen der Atemwege, Rheuma oder Hautkrankheiten wurden hier Moorbäder verabreicht. 1799 entstand ein größeres Kurhaus. 1856 wurde die dem Hl. Gunther geweihte Kapelle errichtet.
Als zum Ende des 19. Jahrhunderts Vojtěch Mrázek die Leitung des Kurbetriebes übernahm, wurde Lázně Letiny zu einem namhaften böhmischen Kurort. 1882 wurde im Kurpark ein Jagdhaus erbaut und 1900 entstand die Villa Anna. 1901 erfolgte der Bau des Neuen Kurhauses, das mit dem alten Bad durch Kolonnaden verbunden wurde.
Kurgäste waren in dieser Zeit u. a. František Xaver Šalda, Karel Klostermann, Alois Jirásek, Karel Čapek und Karel Matěj Čapek-Chod, Pavel Ludikar, Pavel Josef Šafařík, Jan Koštlivý und Miroslav Horníček.
Nach dem Zweiten Weltkrieg wurde der öffentliche Badebetrieb eingestellt und die Kuranlagen ab 1945 durch das Krankenhaus der Pilsener Škoda-Werke als Nachkureinrichtung genutzt. Seit den 1980er Jahren ist Lázně Letiny der Psychiatrischen Anstalt in Dobřany angeschlossen. 1988 erfolgte der Abbruch des alten Bades, das zuletzt als Küchengebäude genützt wurde.

## Sehenswürdigkeiten
- Kapelle des Hl. Gunther, 1856 erbaut
- Auf dem nordöstlich gelegenen Hügel Jezevčí skála (Dachsfelsen) befinden sich Reste einer spätsteinzeitlichen Siedlung und Wallanlagen sowie eine der Hl. Rosalia geweihte Kapelle.
- Kuranlagen